# Analizator rekurzivnim spustom
Analizator rekurzivnim spustom je analizator naniže napravljen od skupa višeznačno-rekurzivnih procedura (ili nerekurzivnih ekvivalenata) gde svaka od procedura najčešće implementira jedno od pravila gramatike. Tako struktura rezultujućeg programa najbliže preslikava gramatiku koja je prepoznata.
Preduvidni analizator je analizator rekurzivnim spustom koji ne zahteva vraćanje unazad.  Preduvidna analiza je moguća jedino za klase LL(k) gramatika, tj. onih kontekstno slobodnih gramatika za koje postoji neki pozitivan ceo broj k koji dozvoljava analizatoru da odluči koje pravilo gramatike da primeni ispitujući prvih k tokena na ulazu. (LL(k) gramatike prema tome isključuju sve višeznačne gramatike, kao i sve gramatike koje sadrže levu rekurziju. Svaka kontekstno slobodna gramatika se može transformisati u ekvivalentnu gramatiku bez leve rekurzije, iako uklanjanje leve rekurzije neće uvek dovesti do LL(k) gramatike.) Preduvidni analizator završava rad u linearnom vremenu.
Rekurzivni spust sa podrškom je tehnika kojom se određuje koje pravilo će se primeniti tako što isprobava sva pravila, redom. Rekurzivni spust sa podrškom nije ograničen na LL(k) gramatike, ali ne garantuje da će završiti osim ako gramatika nije LL(k). Čak i kada uspešno završe, analizatori koji koriste rekurzivni spust sa podrškom mogu da zahtevaju eksponencijalno vreme za rad.
Iako su preduvidni analizatori široko rasprostranjeni, programeri često radije prave LR ili LALR analizatore pomoću generatora analizatora bez transformacije gramatike u LL(k) formu.
Neki autori definišu analizatore rekurzivnim spustom kao preduvidne analizatore. Drugi taj termin koriste šire, te uključuju rekurzivni spust sa podrškom.

## Primer analizatora
Sledeća EBNF gramatika (za programski jezik Niklausa Virta PL/0, iz
Algorithms + Data Structures = Programs) je u LL(1) formi (zbog jednostavnosti, pretpostavlja se da su ident
i number terminali):
Terminali  su navedeni pod navodnicima (izuzev ident
i number). Svaki neterminal definisan je pravilom gramatike.

### implementacija
Ono što sledi je implementacija analizatora rekurzivnim spustom za jezik koji je prethodio u C-u. Analizator učitava izvorni kod, i izlazi sa porukom o grešci ako kod ne prođe analizu, ili izlazi bez poruka ako kod prođe analizu.
Primetite koliko približno preduvidni analizator koji sledi oslikava gramatiku iznad. Postoji procedura za svaki neterminal u gramatici. Analiza se vrši naniže, sve dok poslednji neterminal nije obrađen. Deo programa zavisi od globalne promenljive, sym, koja sadrži sledeći simbol sa ulaza, i funkcije getsym, koja po pozivu ažurira sym.
Implementacije funkcija getsym i error su izostavljene zbog jednostavnosti.
```
typedef
 
enum
 
{
ident
,
 
number
,
 
lparen
,
 
rparen
,
 
times
,
 
slash
,
 
plus
,

    
minus
,
 
eql
,
 
neq
,
 
lss
,
 
leq
,
 
gtr
,
 
geq
,
 
callsym
,
 
beginsym
,
 
semicolon
,

    
endsym
,
 
ifsym
,
 
whilesym
,
 
becomes
,
 
thensym
,
 
dosym
,
 
constsym
,
 
comma
,

    
varsym
,
 
procsym
,
 
period
,
 
oddsym
}
 
Symbol
;

Symbol
 
sym
;

void
 
getsym
(
void
);

void
 
error
(
const
 
char
 
msg
[]);

void
 
expression
(
void
);

int
 
accept
(
Symbol
 
s
)
 
{

    
if
 
(
sym
 
==
 
s
)
 
{

        
getsym
;

        
return
 
1
;

    
}

    
return
 
0
;

}

int
 
expect
(
Symbol
 
s
)
 
{

    
if
 
(
accept
(
s
))

        
return
 
1
;

    
error
(
"expect: unexpected symbol"
);

    
return
 
0
;

}

void
 
factor
(
void
)
 
{

    
if
 
(
accept
(
ident
))
 
{

        
;

    
}
 
else
 
if
 
(
accept
(
number
))
 
{

        
;

    
}
 
else
 
if
 
(
accept
(
lparen
))
 
{

        
expression
;

        
expect
(
rparen
);

    
}
 
else
 
{

        
error
(
"factor: syntax error"
);

        
getsym
;

    
}

}

void
 
term
(
void
)
 
{

    
factor
;

    
while
 
(
sym
 
==
 
times
 
||
 
sym
 
==
 
slash
)
 
{

        
getsym
;

        
factor
;

    
}

}

void
 
expression
(
void
)
 
{

    
if
 
(
sym
 
==
 
plus
 
||
 
sym
 
==
 
minus
)

        
getsym
;

    
term
;

    
while
 
(
sym
 
==
 
plus
 
||
 
sym
 
==
 
minus
)
 
{

        
getsym
;

        
term
;

    
}

}

void
 
condition
(
void
)
 
{

    
if
 
(
accept
(
oddsym
))
 
{

        
expression
;

    
}
 
else
 
{

        
expression
;

        
if
 
(
sym
 
==
 
eql
 
||
 
sym
 
==
 
neq
 
||
 
sym
 
==
 
lss
 
||

            
sym
 
==
 
leq
 
||
 
sym
 
==
 
gtr
 
||
 
sym
 
==
 
geq
)
 
{

            
getsym
;

            
expression
;

        
}
 
else
 
{

            
error
(
"condition: invalid operator"
);

            
getsym
;

        
}

    
}

}

void
 
statement
(
void
)
 
{

    
if
 
(
accept
(
ident
))
 
{

        
expect
(
becomes
);

        
expression
;

    
}
 
else
 
if
 
(
accept
(
callsym
))
 
{

        
expect
(
ident
);

    
}
 
else
 
if
 
(
accept
(
beginsym
))
 
{

        
do
 
{

            
statement
;

        
}
 
while
 
(
accept
(
semicolon
));

        
expect
(
endsym
);

    
}
 
else
 
if
 
(
accept
(
ifsym
))
 
{

        
condition
;

        
expect
(
thensym
);

        
statement
;

    
}
 
else
 
if
 
(
accept
(
whilesym
))
 
{

        
condition
;

        
expect
(
dosym
);

        
statement
;

    
}

}

void
 
block
(
void
)
 
{

    
if
 
(
accept
(
constsym
))
 
{

        
do
 
{

            
expect
(
ident
);

            
expect
(
eql
);

            
expect
(
number
);

        
}
 
while
 
(
accept
(
comma
));

        
expect
(
semicolon
);

    
}

    
if
 
(
accept
(
varsym
))
 
{

        
do
 
{

            
expect
(
ident
);

        
}
 
while
 
(
accept
(
comma
));

        
expect
(
semicolon
);

    
}

    
while
 
(
accept
(
procsym
))
 
{

        
expect
(
ident
);

        
expect
(
semicolon
);

        
block
;

        
expect
(
semicolon
);

    
}

    
statement
;

}

void
 
program
(
void
)
 
{

    
getsym
;

    
block
;

    
expect
(
period
);

}

```

## Implementacija u funkcionalnim jezicima
Analizatore rekurzivnim spustom je naročito jednostavno implementirati u funkcionalnim jezicima kao što su Haskell ili ML.